# Eugen Seiterle
Eugen Seiterle (* 7. Dezember 1913; † 23. November 1998) war ein Schweizer Feldhandballspieler.

## Handball

### Club
Als der Pfadfinderkorps Stadt Zürich 1929 mit Handballspielen begann, war Seiterle Teil der Mannschaft. Sie gewannen auf Anhieb das Zürcher Handball-Turnier 1929. An der Zürcher Handball-Meisterschaft 1930 nahmen die Pfadfinder nicht teil. Beim Zürcher Handball-Turnier 1930 wurden sie hinter dem BSC Old Boys Basel zweite. Die Zürcher Handball-Meisterschaft 1930/31 gewannen sie. Die Pfadfinder schlossen sich im Mai 1931 mit dem Hochschul-Sportverein Zürich dem Grasshopper Club Zürich (GC) an. Mit diesem gewann er die Zürcher Handball-Turniere 1931 bis 1933, Zürcher Handball-Meisterschaft 1931/32 (Und weitere). 1933 wurde die erste Schweizer Meisterschaft gespielt. Seiterle wurde mit GC 1933/34 und 1934/35 Schweizer Meister. 1933, 1935/36 und 1936/37 wurden sie Vizemeister.
| Saison  | Mannschaft                   | [[Nationalliga A (Feldhandball)\|Schweizer Meisterschaft | Zürcher Meisterschaft]]              | Zürcher Turnier     |
| ------- | ---------------------------- | -------------------------------------------------------- | ------------------------------------ | ------------------- |
| 1928/29 | Pfadfinderkorps Stadt Zürich | Keine Austragungen Erste Saison 1933                     | Keine Austragungen Erste Saison 1930 | Sieger              |
| 1929/30 | Pfadfinderkorps Stadt Zürich | Keine Austragungen Erste Saison 1933                     | Keine Teilnahme                      | 2. Platz            |
| 1930/31 | Pfadfinderkorps Stadt Zürich | Keine Austragungen Erste Saison 1933                     | Meister                              | –                   |
| 1930/31 | Grasshopper Club Zürich      | Keine Austragungen Erste Saison 1933                     | –                                    | Sieger              |
| 1931/32 | Grasshopper Club Zürich      | Keine Austragungen Erste Saison 1933                     | Meister                              | Sieger              |
| 1932/33 | Grasshopper Club Zürich      | Vizemeister                                              | ?                                    | Sieger              |
| 1933/34 | Grasshopper Club Zürich      | Meister                                                  | ?                                    | Turnier eingestellt |
| 1934/35 | Grasshopper Club Zürich      | Meister                                                  | ?                                    | Turnier eingestellt |
| 1935/36 | Grasshopper Club Zürich      | Vizemeister                                              | ?                                    | Turnier eingestellt |
| 1936/37 | Grasshopper Club Zürich      | Vizemeister                                              | ?                                    | Turnier eingestellt |

### Nationalmannschaft
Seiterle gehörte zum Aufgebot der Schweizer Handballnationalmannschaft bei deren 1. Länderspiel. Bei den Olympischen Spielen 1936 in Berlin gewann er mit der Mannschaft die Bronzemedaille und absolvierte dabei drei von fünf Partien. Am 15. August 1937 fand ein Trainsspiel zwischen Schweiz A und B statt an dem er teilnahm. Daraufhin wurde er für das Länderspiel vom 22. August 1937 gegen die Niederlande aufgeboten. Seiterle konnte dieses Spiel wegen einer Verletzung nicht spielen. Diese Verletzung war wahrscheinlich sein Karrierenaus, da keine Erwähnung mehr über ihn gefunden werden konnte.